# Cattleya conceicionensis
Cattleya conceicionensis är en orkidéart som först beskrevs av Vitorino Paiva Castro och Marcos Antonio Campacci, och fick sitt nu gällande namn av Van den Berg. Cattleya conceicionensis ingår i släktet Cattleya och familjen orkidéer. Inga underarter finns listade i Catalogue of Life.